# ناو ایتسوکوشیما
ناو ایتسوکوشیما (به انگلیسی: Japanese cruiser Itsukushima) یک کشتی بود که طول آن ۹۱٫۸۱ متر (۳۰۱ فوت ۳ اینچ) بود. این کشتی در سال ۱۸۸۹ ساخته شد.